# ماكدونيل دوغلاس إيه-4 جي سكاي هوك
ماكدونيل دوغلاس إيه-4 جي سكاي هوك (بالإنجليزية: McDonnell Douglas A-4G Skyhawk)‏ هي طائرة اعتراضية أنتجت في 1967 بالولايات المتحدة. من صناعة ماكدونل دوغلاس. كانت تستخدم بشكل أساسي من قبل البحرية الملكية الأسترالية. انتهت خدمتها في 1991. صنع منها 20 طائرة.

## المستخدمون
- البحرية الملكية الأسترالية
- سلاح الجو الملكي النيوزيلندي